# Gangdong-gu

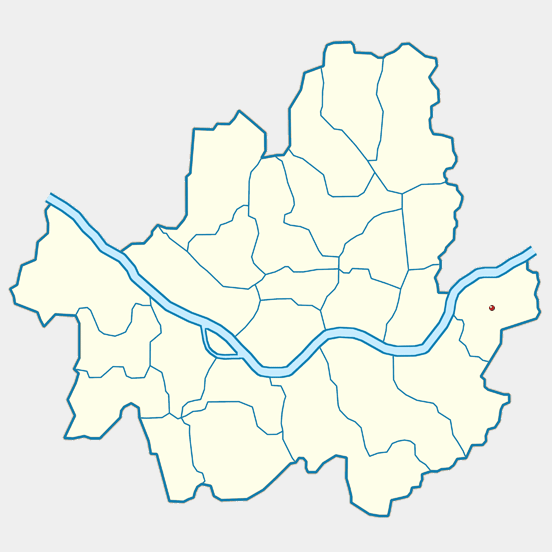
Situation dans Séoul

Gangdong-gu (hangul : 강동구 ; hanja : 江東區) est un arrondissement (gu) de Séoul situé au sud du fleuve Han.  
Le nom de Gangdong signifie l'est du fleuve.

## Quartiers
Gangdong est divisé en quartiers (dong) :
- Amsa-dong
- Cheonho-dong
- Dunchon-dong
- Gangil-dong
- Gil-dong
- Godeok-dong
- Myeongil-dong
- Sangil-dong
- Seongnae-dong